# Broniszów (przystanek kolejowy)
Broniszów – dawny wąskotorowy przystanek osobowy w Gabułtowie, w gminie Kazimierza Wielka, w powiecie kazimierskim, w województwie świętokrzyskim, w Polsce.
Przystanek położony był między wsiami Broniszów a Gabułtów, na terenie należącym do Gabułtowa.